# Christiana Figueres
Karen Christiana Figueres Olsen (San José, 7 de agosto de 1956) é uma antropóloga, economista e diplomata costa-riquenha cuja atuação em questões internacionais abrange mais de três décadas.
Em julho de 2010, Figueres foi nomeada Secretária Executiva da Convenção-Quadro das Nações Unidas sobre a Mudança do Clima (CQNUMC), assumindo apenas seis meses após a realização da COP15 em Copenhaga. Ao longo dos seis anos seguintes, Figueres dedicou-se à defesa do diálogo sobre mudanças climáticas, levantando bandeiras como transparência e colaboração internacional. É considerada uma das articuladoras do Acordo de Paris.
Em 2016, Figueres foi candidata ao cargo de Secretário-geral das Nações Unidas, num processo eleitoral que culminou na seleção do português António Guterres. Ainda no mesmo ano, por conta de sua ampla atuação em questões ambientais, foi apontada pela revista TIME como uma das 100 pessoas mais influentes do mundo. Em 2023, foi apontada como uma das 100 mulheres mais inspiradoras do mundo pela BBC em 2023.

## Biografia
Figueres nasceu em San José, capital da Costa Rica. Seu pai, José Figueres Ferrer foi Presidente da Costa Rica por três mandatos (1948-1949; 1953-1958 e 1970-1974). Sua mãe, Karen Olsen Beck, foi Embaixadora da Costa Rica em Israel em 1982 e membro da Assembleia Legislativa de 1990 a 1994. O casal teve quatro filhos no total. Seu irmão mais velho, José Figueres Olsen, foi presidente do país entre 1994 e 1998.
Crescendo no bairro de La Lucha, Figueres frequentou a Escola Cecilia Orlich. Anos depois, transferiu-se para a escola internacional Humboldt-Schule e, posteriormente, graduou-se na Lincoln High School. Figueres viveu na Inglaterra por um ano antes de ingressar no prestigioso Swarthmore College, na Pensilvânia. Como parte de seus estudos em antropologia, Figueres viveu por certo tempo em Bribri, um vilarejo indígena na província costa-riquenha de Limón (província), onde atuou em programas de alfabetização especializada para estes povos sob a tutela do Ministério da Educação. 
Em 1981, Figueres graduou-se pela London School of Economics como mestre em antropologia social. Durante seu período em Londres, conheceu e casou-se com o alemão Konrad von Ritter, antigo presidente da unidade de desenvolvimento do Banco Mundial. Ritter fundou uma pequena empresa chamada WEnergy Global Pte Ltd em Singapura visando atuar no setor energético e ecológico, além de produzir diversos relatórios sobre mudanças climáticas para o Banco Mundial no início da década de 2000.